# Перемышльский уезд (Калужская губерния)

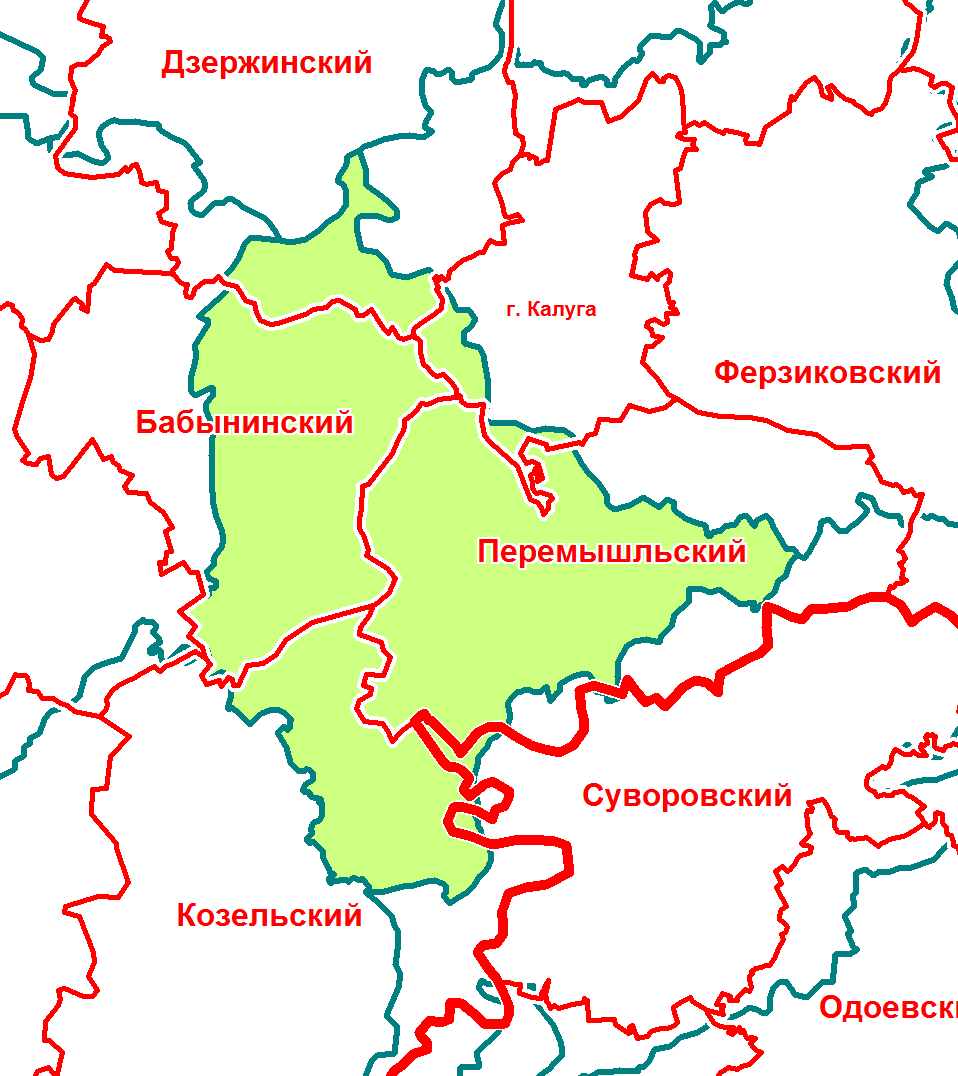
Перемышльский уезд в современной сетке районов

Перемы́шльский уе́зд — административно-территориальная единица в составе Московской и Калужской губерний, существовавшая в 1727—1924 годах. Уездный город — Перемышль.

## География
Уезд располагался в центральной части Калужской губернии. Площадь уезда составляла в 1897 году 1 683,0 вёрст² (1 741 км²).

## История
Перемышльский уезд известен с допетровских времён. В 1708 году уезд был упразднён, а город Перемышль отнесён к Смоленской губернии. В 1713 году город отошёл к Московской губернии (в 1719 году при разделении губерний на провинции отнесён к Калужской провинции). В 1727 году уезд в составе Калужской провинции Московской губернии был восстановлен. 
В 1776 году уезд был отнесён к Калужскому наместничеству, которое в 1796 году было преобразовано в Калужскую губернию.
В 1924 году Перемышльский уезд был упразднён, его территория вошла в состав Калужского уезда.

## Административное деление
В 1890 году в состав уезда входило 12 волостей
| № п/п | Волость      | Волостное правление            | Число селений | Население |
| ----- | ------------ | ------------------------------ | ------------- | --------- |
| 1     | Андреевская  | с. Корекозево (с. Андреевское) | 8             | 1655      |
| 2     | Желовская    | с. Желовь                      | 21            | 3098      |
| 3     | Железцовская | с. Железцово                   | 33            | 4793      |
| 4     | Заборовская  | с. Заборовское                 | 22            | 5562      |
| 5     | Кумовская    | с. Кумовское                   | 38            | 5062      |
| 6     | Курыническая | с. Курыничи                    | 19            | 3881      |
| 7     | Озерская     | с. Озерское                    | 16            | 3917      |
| 8     | Песоченская  | с. Песоченский завод           | 14            | 3480      |
| 9     | Полянская    | с. Поляна                      | 18            | 9010      |
| 10    | Пятницкая    | с. Пятницкое                   | 29            | 6350      |
| 11    | Рыченская    | с. Рыченки                     | 26            | 4553      |
| 12    | Тырновская   | с. Тырново                     | 26            | 5352      |

В 1913 году в уезде было также 12 волостей.

## Население
По данным переписи 1897 года в уезде проживало 61 039 человек. В том числе русские — 99,9 %. В уездном городе Перемышле проживало 1712 человека, в заштатном Воротынске — 777.
| Год  | Численность | Численность |
| ---- | ----------- | ----------- |
| 1845 | 55 880      | [ 4 ]       |
| 1851 | 52 995      | [ 5 ]       |
| 1857 | 48 415      | [ 6 ]       |
| 1859 | 49 630      | [ 7 ]       |
| 1870 | 53 960      | [ 8 ]       |
| 1881 | 64 064      | [ 9 ]       |
| 1897 | 61 039      |             |
| 1912 | 76 049      | [ 10 ]      |
| 1913 | 77 232      | [ 11 ]      |
| 1915 | 79 242      | [ 12 ]      |
| 1916 | 77 054      | [ 13 ]      |
| 1920 | 73 666      | [ 14 ]      |